# Список зданий и сооружений Всероссийской выставки 1896 года
Список включает здания и сооружения XVI Всероссийской промышленной и художественной выставки, прошедшей в Нижнем Новгороде в 1896 году. Являясь крупнейшей универсальной выставкой в истории Российской империи, она оказала сильнейшее воздействие на развитие экспозиционной архитектуры в стране.
Всего для выставки было построено более 170 павильонов, 50 из которых возвели за государственный счёт, а остальные принадлежали частным лицам и фирмам. Проектированием зданий занимались известные русские архитекторы — А. Н. Померанцев, Л. Н. Бенуа, В. В. Суслов, В. С. Шервуд, И. П. Ропет, Р. Мальцер, А. И. фон Гоген и другие. Организацией строительных работ и художественным оформлением всего ансамбля руководил петербургский архитектор В. П. Цейдлер.
Выставка являлась крупной строительной лабораторией своего времени, в ходе которой инженерами были созданы новаторские проекты. Наиболее известные инженерные проекты разработал В. Г. Шухов, создавший для выставки девять павильонов. Применённые инженером сетчатые сводчатые и висячие конструкции на тот момент не имели аналогов в мировой практике и почти на 50 лет опередили их массовое применение в строительстве.

## Критерии формирования списка
Список содержит отдельно стоявшие архитектурные и инженерные сооружения (здания отделов, павильоны, киоски, мосты, навесы, бараки, депо и так далее) построенные специально для выставки в пределах выставочного городка и прилегающей территории.
В список не включены произведения малой и парковой архитектуры (вазоны, скамейки, флагштоки, тумбы, ограждения и так далее), нереализованные архитектурные проекты, здания и сооружения, построенные в рамках выставки в Нижнем Новгороде и Москве, а также витрины и витрины-павильоны, стоявшие внутри выставочных зданий и павильонов.

## Структура списка
Список представлен в порядке нумерации плана выставки, опубликованного в книге «Всероссийская выставка 1896 г. в Нижнем Новгороде. Путеводитель. Город. — Ярмарка. — Выставка.» под редакцией Владимира Ковалевского — официального издания Выставочного комитета. Здания и сооружения, не отмеченные на плане, включены в соответствующие им тематические разделы.
- Изображение. Иллюстративный материал представлен фотографическими и литографическими изображениями, при их отсутствии — архитектурными проектами.
- Номер на плане. Нумерация указывает на цифровое обозначение на плане выставки. В скобках указано буквенное обозначение квадратов, на которые поделён план: прописные буквы — по горизонтали; строчные — по вертикали.
- Наименование павильона/постройки. Названия павильонов в основном взяты из книги «Всероссийская выставка 1896 г. в Нижнем Новгороде. Путеводитель. Город. — Ярмарка. — Выставка». Для зданий и сооружений, не указанных в книге, названия взяты из сторонних источников (столбец «Источники») или из подписей к иллюстрациям.
- Автор проекта. В столбце приведены имена архитекторов и инженеров — авторов архитектурных проектов.
- Архитектор-строитель. В столбце приведены имена архитекторов и инженеров осуществлявших непосредственный надзор за строительными работами.
- Примечание. Столбец содержит важные пояснения и уточнения.
- Источники. Столбец содержит сноски на использованные источники по каждому элементу списка. Порядок сносок соответствует хронологическому порядку опубликования источников.

## I. Сельскохозяйственный отдел
| Изображение | Номер на плане | Наименование павильона/ постройки                                    | Автор проекта  | Архитектор-строитель | Примечание                                         | Источники |
| ----------- | -------------- | -------------------------------------------------------------------- | -------------- | -------------------- | -------------------------------------------------- | --------- |
|             | 1 (Гбв)        | Первый павильон (здание отдела)                                      | И. П. Ропет    | Г. Я. Виклунд        |                                                    | [ 4 ]     |
|             | 2 (Гбв)        | Второй павильон (дополнительное здание сельскохозяйственного отдела) | В. П. Цейдлер  | Х. К. Васильев       |                                                    | [ 4 ]     |
|             | 3 (Гб)         | Павильон сельскохозяйственных машин и орудий                         | И. А. Стефаниц | Х. К. Васильев       |                                                    | [ 4 ]     |
|             | 4 (Гб)         | Дополнительное здание сельскохозяйственных машин                     | В. П. Цейдлер  |                      |                                                    | [ 5 ]     |
|             | 5 (Гв)         | Тепличка для опытных культур                                         |                |                      |                                                    | [ 6 ]     |
|             | 10 (Га)        | Павильон Эмиль Липгарт и К° (земледельческие машины)                 |                |                      |                                                    | [ 6 ]     |
|             | 11 (Гб)        | Павильон Общества металлического завода Гантке                       |                |                      |                                                    | [ 6 ]     |
|             | 12 (ВГб)       | Павильон Товарищества Джон Гривз и К°                                | Э. Ф. Виррих   | Г. Р. Дёринг         |                                                    | [ 7 ]     |
|             | 13 (Гбв)       | Павильон графа С. Д. Шереметьева                                     | С. Ф. Федотов  | Н. Э. Пелиц          |                                                    | [ 4 ]     |
|             | 14 (Гб)        | Павильон Терновских имений князей Щербатовых                         |                |                      | По другим данным — павильон принца Ольденбургского | [ 6 ]     |

## II. Коннозаводство и коневодство
| Изображение | Номер на плане | Наименование павильона/ постройки         | Автор проекта | Архитектор-строитель | Примечание | Источники |
| ----------- | -------------- | ----------------------------------------- | ------------- | -------------------- | ---------- | --------- |
|             | 15 (Вбв)       | Здание отдела                             | Л. Н. Бенуа   | И. В. Подлевский     |            | [ 4 ]     |
|             | 16 (Вб)        | Контора отдела                            |               |                      |            | [ 6 ]     |
|             | 17 (Вб)        | Помещение для косяков (отдел коневодства) | Л. Н. Бенуа   | Ф. О. Станек         |            | [ 4 ]     |
|             | 18 (Вв)        | Здание для артели конюхов                 |               |                      |            | [ 6 ]     |

## III. Домашние животные
| Изображение | Номер на плане | Наименование павильона/ постройки      | Автор проекта          | Архитектор-строитель | Примечание | Источники     |
| ----------- | -------------- | -------------------------------------- | ---------------------- | -------------------- | ---------- | ------------- |
|             | 19 (Га)        | Здание отдела (продуктов скотоводства) | Н. М. Проскурнин       | Х. К. Васильев       |            | [ 9 ]         |
|             | 20 (Ва)        | Ледник                                 | Н. М. Проскурнин       | Х. К. Васильев       |            | [ 9 ]         |
|             | 21 (Ваб)       | Навесы для выставки скота              | Н. М. Проскурнин       | Х. К. Васильев       |            | [ 9 ]         |
|             | 22 (Вб)        | Скотный двор                           | Н. М. Проскурнин       | Х. К. Васильев       |            | [ 9 ]         |
|             | 23 (Гв)        | Здание для червоводни                  | А. Н. Померанцев       |                      |            | [ 10 ] [ 11 ] |
|             | 24 (Дг)        | Здание для группы птицеводства         | С. Н. Лазарев-Станищев | Ф. О. Станек         |            | [ 9 ]         |
|             | 25 (Ав)        | Пасека                                 |                        |                      |            | [ 10 ]        |

## IV. Садоводство, плодоводство и огородничество
| Изображение | Номер на плане | Наименование павильона/ постройки     | Автор проекта   | Архитектор-строитель | Примечание | Источники |
| ----------- | -------------- | ------------------------------------- | --------------- | -------------------- | ---------- | --------- |
|             | 26 (ГДвг)      | Здание отдела                         | И. П. Ропет     | Ф. О. Станек         |            | [ 9 ]     |
|             | 27 (Ев)        | Оранжерея Д. М. Бурмистрова           |                 |                      |            | [ 10 ]    |
|             | 28 (Дв)        | Павильон генерала М. Н. Анненкова     | Н. Д. Григорьев | Н. Д. Григорьев      |            | [ 9 ]     |
|             | 29 (Дв)        | Павильон завода «Дерби» (Субашиева)   | С. Е. Федотов   | Н. Э. Пелиц          |            | [ 9 ]     |
|             | 30 (Гв)        | Павильон торгового дома «Иммер и Сын» | Э. Ф. Виррих    | Г. Р. Деринг         |            | [ 9 ]     |

## V. Охотничьи, пушные и рыбные промыслы
| Изображение | Номер на плане | Наименование павильона/ постройки | Автор проекта | Архитектор-строитель | Примечание | Источники |
| ----------- | -------------- | --------------------------------- | ------------- | -------------------- | ---------- | --------- |
|             | 31 (Гв)        | Здание отдела                     | Л. Н. Бенуа   | Ф. О. Станек         |            | [ 12 ]    |
|             | 32 (Бвг)       | Павильон для охотничьих собак     |               |                      |            | [ 10 ]    |
|             | 33 (Гв)        | Морозник для рыбы г. Гейнемана    |               |                      |            | [ 10 ]    |
|             | 34 (Бб)        | Коптильня                         |               |                      |            | [ 10 ]    |

## VI. Лесоводство и лесная технология
| Изображение | Номер на плане | Наименование павильона/ постройки | Автор проекта  | Архитектор-строитель | Примечание | Источники |
| ----------- | -------------- | --------------------------------- | -------------- | -------------------- | ---------- | --------- |
|             | 31 (Гв)        | Здание отдела                     | Л. Н. Бенуа    | Ф. О. Станек         |            | [ 12 ]    |
|             | 35 (Гв)        | Павильон г. фон Дервиза           | В. Е. Пясецкий | В. Е. Пясецкий       |            | [ 12 ]    |

## VII. Горное дело и металлургия
| Изображение | Номер на плане | Наименование павильона/ постройки                                                                          | Автор проекта                                                 | Архитектор-строитель  | Примечание | Источники     |
| ----------- | -------------- | --- | ------------------------------------------------------------- | --------------------- | --- | ------------- |
|             | 39 (Еб)        | Центральное здание                                                                                         | А. Е. Вебер, А. С. Каминский, А. Н. Померанцев, А. И. Резанов | Ф. О. Станек          | Здание перевезено из Москвы с выставки 1882 года. В нём размещались экспонаты четырёх отделов: VII, VIII, IX и X | [ 12 ] [ 13 ] |
|             | 40 (Жб)        | Павильон Брянского рельсопрокатного, железоделательного и механического завода (Общества Брянских заводов) | Д. А. Крыжановский                                            |                       | | [ 10 ] [ 14 ] |
|             | 41 (Еб)        | Павильон Донецких угле- и солепромышленников                                                               |                                                               | горный инженер Телош  | | [ 12 ]        |
|             | 42 (Еб)        | Павильон Богословского горного округа                                                                      | В. Н. Пясецкий                                                | В. Н. Пясецкий        | | [ 12 ]        |
|             | 43 (Еб)        | Павильон Днепровских металлургических заводов                                                              |                                                               |                       | | [ 10 ]        |
|             | 44 (Еб)        | Павильон Нижнетагильского горного округа                                                                   |                                                               |                       | | [ 12 ]        |
|             | 45 (Даб)       | Павильон Общества «Сормово»                                                                                | Проект завода «Сормово»                                       |                       | | [ 10 ] [ 15 ] |
|             | 46 (Дб)        | Павильон Александровского Южно-Русского сталелитейного завода                                              |                                                               |                       | | [ 10 ]        |
|             | 47 (Дб)        | Павильон Воткинского завода                                                                                |                                                               |                       | | [ 10 ]        |
|             | 48 (Дб)        | Павильон Глебовского товарищества                                                                          |                                                               |                       | | [ 10 ]        |
|             | 49 (Еб)        | Павильон Амурской золотопромышленности                                                                     |                                                               |                       | | [ 10 ]        |
|             | 50 (Да)        | Павильон Каспийско-Черноморского нефтепромышленного общества                                               |                                                               |                       | | [ 10 ]        |
|             | 51 (Дб)        | Павильон г. Бенкендорфа                                                                                    |                                                               |                       | | [ 10 ]        |
|             | 52 (Дб)        | Павильон общества И. Н. Тер-Акопова                                                                        |                                                               |                       | | [ 10 ]        |
|             | 53 (Дб)        | Павильон товарищества Братьев Нобель                                                                       | Р. Мельцер                                                    | Р. Мельцер, П. П. Бух | | [ 16 ]        |
|             | 54 (Еб)        | Павильон «Бюро исследований почвы» горного инженера Войслава                                               |                                                               |                       | | [ 10 ]        |
|             | 55 (Еб)        | Павильон Товарищества артезианского водоснабжения, орошения и осушки Б. И. фон Врангеля                    |                                                               |                       | | [ 17 ]        |

## VIII. Изделия из волокнистых веществ
| Изображение | Номер на плане | Наименование павильона/ постройки               | Автор проекта                                                 | Архитектор-строитель | Примечание | Источники     |
| ----------- | -------------- | ----------------------------------------------- | ------------------------------------------------------------- | -------------------- | --- | ------------- |
|             | 39 (Дб)        | Центральное здание                              | А. Е. Вебер, А. С. Каминский, А. Н. Померанцев, А. И. Резанов | Ф. О. Станек         | Здание перевезено из Москвы с выставки 1882 года. В нём размещались экспонаты четырёх отделов: VII, VIII, IX и X | [ 12 ] [ 13 ] |
|             | 56 (Ев)        | Павильон товарищества Кренгольмской мануфактуры | К. В. Трейман                                                 | К. В. Трейман        | | [ 16 ]        |
|             | 57 (Ев)        | Павильон джутовой фабрики Д. Н. Лебедева        | П. А. Григорьев                                               | П. А. Григорьев      | | [ 16 ]        |

## IX. Производства фабрично-заводские и ремесленные
| Изображение | Номер на плане | Наименование павильона/ постройки                                         | Автор проекта                                                 | Архитектор-строитель    | Примечание | Источники     |
| ----------- | -------------- | ------------------------------------------------------------------------- | ------------------------------------------------------------- | ----------------------- | --- | ------------- |
|             | 39 (Дб)        | Центральное здание                                                        | А. Е. Вебер, А. С. Каминский, А. Н. Померанцев, А. И. Резанов | Ф. О. Станек            | Здание перевезено из Москвы с выставки 1882 года. В нём размещались экспонаты четырёх отделов: VII, VIII, IX и X | [ 12 ] [ 13 ] |
|             | 58 (ДЕг)       | Здание фабрично-заводского отдела                                         | В. Г. Шухов                                                   | инженер Г. М. Фарбштейн | Железное здание, построенное по системе В. Г. Шухова                                                             | [ 16 ] [ 18 ] |
|             | 59 (Гб)        | Дополнительное здание фабрично-заводского отдела                          | В. Г. Шухов                                                   |                         | | [ 17 ] [ 19 ] |
|             | 60 (Еа)        | Павильон завода Бергенгейма                                               |                                                               |                         | | [ 17 ]        |
|             | 61 (Еа)        | Павильон товарищества С. М. Шибаев и К°                                   | Ф. О. Шехтель                                                 |                         | | [ 17 ] [ 20 ] |
|             | 62 (Еб)        | Павильон Общества писчебумажной фабрики Г. И. Паллизен                    |                                                               |                         | | [ 17 ]        |
|             | 63 (Ев)        | Павильон Торгового дома С. А. Прокофьева                                  | Ф. Ф. Воскресенский                                           | С. С. Эйбушиц           | | [ 16 ]        |
|             | 64 (Дг)        | Павильон Русского общества взаимного содействия виноделов и виноторговцев |                                                               |                         | | [ 17 ]        |
|             | 65 (Дв)        | Павильон Торгового дома «Братья Елисеевы»                                 | Г. В. Барановский                                             | Г. В. Барановский       | | [ 21 ]        |
|             | 66 (Дг)        | Павильон Торгового дома В. И. Асмолова и К°                               |                                                               |                         | | [ 17 ]        |
|             | 67 (ДЕв)       | Павильон Товарищества Абрикосова сыновей                                  | С. С. Эйбушиц                                                 | С. С. Эйбушиц           | | [ 16 ]        |
|             | 68 (Да)        | Павильон Общества Мальцевских заводов                                     | Н. В. Набоков                                                 |                         | | [ 17 ] [ 22 ] |
|             | 69 (Да)        | Павильон Столярного, механического и литейного завода Эйлер и Пастор      |                                                               |                         | | [ 17 ]        |
|             | 70 (Дб)        | Павильон Общества наследники С. И. Солнышкова                             |                                                               |                         | | [ 17 ]        |
|             | 71 (Дв)        | Павильон Н. Я. Якобсона                                                   |                                                               |                         | | [ 17 ]        |
|             | 72 (Дб)        | Павильон Куршаковой                                                       |                                                               |                         | | [ 17 ]        |
|             | 73 (Дб)        | Павильон братьев Приваловых                                               |                                                               |                         | | [ 17 ]        |
|             | 74 (Дб)        | Павильон В. М. Кеменева                                                   |                                                               |                         | | [ 17 ]        |
|             | 75 (Дб)        | Павильон Товарищества Гатчинского колокольного завода А. С. Лаврова       |                                                               |                         | | [ 17 ]        |
|             | 76 (Дб)        | Павильон А. Д. Самгина                                                    |                                                               |                         | | [ 17 ]        |
|             | 77 (Дб)        | Павильон П. И. Финляндского                                               |                                                               |                         | | [ 17 ]        |
|             | 78 (Дб)        | Павильон П. И. Оловянишникова сыновей                                     | Н. Г. Лазарев Д. Е. Виноградов                                | Н. Г. Лазарев           | | [ 21 ]        |
|             | 79 (Гб)        | Павильон С. Е. Василенкова                                                |                                                               |                         | | [ 17 ]        |
|             | 80 (Дв)        | Павильон Чарышниковой                                                     |                                                               |                         | | [ 17 ]        |
|             | 81 (Дв)        | Павильон Торгового дома Карл Тиль и К°                                    |                                                               |                         | | [ 17 ]        |
|             | 82 (Дб)        | Павильон М. Е. Обухова                                                    |                                                               |                         | | [ 17 ]        |
|             | 83 (Гб)        | Павильон Г. С. Кинг                                                       |                                                               |                         | | [ 17 ]        |
|             | 84 (Гв)        | Павильон Г. Г. Адельханова                                                | А. П. Шимкевич                                                | Н. Г. Лазарев           | | [ 21 ] [ 24 ] |
|             | 85 (Дв)        | Павильон Товарищества костеобжигательного завода                          |                                                               |                         | | [ 17 ]        |
|             | не отмечен     | Павильон князя Л. С. Голицына                                             |                                                               |                         | | [ 25 ]        |

## X. Художественно-промышленный отдел
| Изображение | Номер на плане | Наименование павильона/ постройки                   | Автор проекта                                                 | Архитектор-строитель | Примечание | Источники     |
| ----------- | -------------- | --------------------------------------------------- | ------------------------------------------------------------- | -------------------- | --- | ------------- |
|             | 39 (Дв)        | Центральное здание                                  | А. Е. Вебер, А. С. Каминский, А. Н. Померанцев, А. И. Резанов | Ф. О. Станек         | Здание перевезено из Москвы с выставки 1882 года. В нём размещались экспонаты четырёх отделов: VII, VIII, IX и X | [ 12 ] [ 13 ] |
|             | 86 (Жг)        | Павильон фотографа М. П. Дмитриева                  | А. И. Ширшов                                                  |                      | | [ 26 ] [ 27 ] |
|             | 87 (Еб)        | Киоск газеты «Волгарь»                              |                                                               |                      | | [ 26 ]        |
|             | 88 (Ев)        | Павильон товарищества книжной торговли И. Д. Сытина | А. И. Ширшов                                                  |                      | | [ 21 ]        |
|             | не отмечен     | Павильон К. И. Винклера                             |                                                               |                      | Павильон стоял во дворе X отдела главного здания                                                                 | [ 28 ]        |
|             | не отмечен     | Павильон Г. И. Барановского (журнала «Строитель»)   |                                                               |                      | Павильон стоял в саду, рядом с павильоном братьев Елисеевых                                                      | [ 29 ]        |

## XI. Кустарный отдел
| Изображение | Номер на плане | Наименование павильона/ постройки               | Автор проекта | Архитектор-строитель | Примечание | Источники |
| ----------- | -------------- | ----------------------------------------------- | ------------- | -------------------- | ---------- | --------- |
|             | 89 (ГДаб)      | Здание отдела                                   | В. В. Суслов  | Г. Я. Виклунд        |            | [ 30 ]    |
|             | 90 (Да)        | Павильон Тюлина (финляндские кустарные изделия) |               |                      |            | [ 26 ]    |

## XII. Машины, аппараты, машиностроение и электротехника
| Изображение | Номер на плане | Наименование павильона/ постройки                                       | Автор проекта    | Архитектор-строитель | Примечание | Источники     |
| ----------- | -------------- | ----------------------------------------------------------------------- | ---------------- | -------------------- | ---------- | ------------- |
|             | 91 (Жа)        | Главное здание машинного отдела                                         | А. Н. Померанцев | Л. Я. Урлауб         |            | [ 30 ]        |
|             | 92 (Жб)        | Дополнительное здание машинного отдела                                  | В. Г. Шухов      |                      |            | [ 26 ] [ 18 ] |
|             | 93 (Жа)        | Котельная машинного отдела                                              | В. Г. Шухов      |                      |            | [ 26 ] [ 31 ] |
|             | 94 (Жа)        | Павильон Механического завода Борман, Шведе и К°                        |                  |                      |            | [ 26 ]        |
|             | 95 (Жа)        | Павильон Общества франко-русских заводов                                |                  |                      |            | [ 26 ]        |
|             | 96 (Жаб)       | Павильон Общества Рижского чугунолитейного и машиностроительного завода | Э. Ф. Виррих     | техник А. П. Павлов  |            | [ 30 ]        |
|             | 97 (Жа)        | Павильон Компании Санкт-Петербургского металлического завода            |                  |                      |            | [ 26 ]        |
|             | 98 (Жа)        | Павильон Завода Г. Ф. Пирвиц и К°                                       |                  |                      |            | [ 26 ]        |
|             | 99 (Жаб)       | Павильон Механического завода Э. Ф. Гален                               |                  |                      |            | [ 26 ]        |
|             | 100 (Жб)       | Павильон Завода Фицнер и Гампер                                         |                  |                      |            | [ 26 ]        |
|             | 101            | Павильон Машиностроительного завода Д. Зиновьева и К°                   |                  |                      |            | [ 26 ]        |
|             | 102 (Еа)       | Электрическая станция Товарищества М. М. Подобедова и К°                |                  |                      |            | [ 26 ]        |
|             | 103 (Жа)       | Электрическая станция фирмы Сименс и Гальске                            |                  |                      |            | [ 26 ]        |
|             | 104 (Гб)       | Павильон Абосского железо-мануфактурного общества                       |                  |                      |            | [ 26 ]        |
|             | 105—106 (Гб)   | Павильоны Давыдова (ветряные двигатели)                                 |                  |                      |            | [ 26 ]        |
|             | 107 (Вв)       | Павильон Соединения Российского пожарного общества                      |                  |                      |            | [ 26 ]        |
|             | не отмечен     | Павильон общества Коломенского машиностроительного завода               |                  |                      |            |               |

## XIII. Сибирь и торговля России с Китаем и Японией
| Изображение | Номер на плане | Наименование павильона/ постройки | Автор проекта          | Архитектор-строитель | Примечание                                                                                          | Источники     |
| ----------- | -------------- | --------------------------------- | ---------------------- | -------------------- | --------------------------------------------------------------------------------------------------- | ------------- |
|             | 108 (Еб)       | Здание отдела                     | Л. Н. Бенуа, А. Л. Гун | Г. Я. Виклунд        | | [ 30 ] [ 32 ] |
|             | 109 (Жв)       | Павильон кяхтинских чаеторговцев  | Р. Мельцер             | Р. Мельцер           | После завершения выставки павильон выкупил завод «Красное Сормово», разместив его в Заводском парке | [ 33 ] [ 34 ] |

## XIV. Средняя Азия и торговля России с Персией
| Изображение | Номер на плане | Наименование павильона/ постройки | Автор проекта    | Архитектор-строитель | Примечание | Источники |
| ----------- | -------------- | --------------------------------- | ---------------- | -------------------- | ---------- | --------- |
|             | 110 (Жб)       | Здание отдела                     | А. Н. Померанцев | Э. Ф. Виррих         |            | [ 33 ]    |

## XV. Военный отдел
| Изображение | Номер на плане | Наименование павильона/ постройки                      | Автор проекта | Архитектор-строитель        | Примечание                                           | Источники |
| ----------- | -------------- | ------------------------------------------------------ | ------------- | --------------------------- | ---------------------------------------------------- | --------- |
|             | 111 (Ег)       | Здание отдела                                          | Г. И. Котов   | П. П. Кондратьев            | В здании также размещался XVI отдел (военно-морской) | [ 33 ]    |
|             | 112 (Жг)       | Павильон воздухоплавательного парка военного ведомства | К. Голевский  | инженер капитан Дугаревский |                                                      | [ 33 ]    |

## XVI. Военно-морской отдел
| Изображение | Номер на плане | Наименование павильона/ постройки | Автор проекта    | Архитектор-строитель | Примечание | Источники |
| ----------- | -------------- | --------------------------------- | ---------------- | -------------------- | ---------- | --------- |
|             | 111 (Ег)       | Здание отдела                     | Г. И. Котов      | П. П. Кондратьев     |            | [ 33 ]    |
|             | 113 (Ев)       | Павильон водолазного дела         | А. Н. Векшинский | П. П. Кондратьев     |            | [ 35 ]    |

## XVII. Строительное и инженерное дело, морское и речное торговое судоходство
| Изображение | Номер на карте | Наименование павильона/ постройки | Автор проекта             | Архитектор-строитель | Примечание                                                                                 | Источники            |
| ----------- | -------------- | --- | ------------------------- | -------------------- | ------------------------------------------------------------------------------------------ | -------------------- |
|             | 114 (Еа)       | Здание строительного и инженерного отделов | В. А. Коссов, В. Г. Шухов | Г. М. Фарбштейн      | Построены с применением системы инженера В. Г. Шухова                                      | [ 35 ] [ 36 ]        |
|             | 115 (ДЕа)      | Здание строительного и инженерного отделов (Ротонда Шухова) | В. А. Коссов, В. Г. Шухов | Г. М. Фарбштейн      | Построены с применением системы инженера В. Г. Шухова                                      | [ 35 ] [ 36 ]        |
|             | 116 (Да)       | Здание строительного и инженерного отделов | В. А. Коссов, В. Г. Шухов | Г. М. Фарбштейн      | Построены с применением системы инженера В. Г. Шухова                                      | [ 35 ] [ 36 ]        |
|             | 117 (Да)       | Навес для выставки подвижного состава железной дороги |                           |                      |                                                                                            | [ 37 ]               |
|             | 118 (Еаб)      | Павильон Сибирской железной дороги | А. Н. Векшинский          | Л. Я. Урлауб         |                                                                                            | [ 35 ]               |
|             | 119 (Да)       | Павильон казённых железных дорог | В. А. Коссов, В. Г. Шухов |                      |                                                                                            | [ 37 ] [ 38 ] [ 39 ] |
|             | 120 (Да)       | Павильон Правительственной железной дороги в Финляндии |                           |                      |                                                                                            | [ 37 ]               |
|             | 121 (Да)       | Павильон Правления Варшавско-Венской железной дороги |                           |                      | Павильон выполнен в виде обелиска и железнодорожного полотна                               | [ 37 ]               |
|             | 122 (Га)       | Павильон Общества Рязанско-Уральской железной дороги | А. С. Каминский           | И. И. Струков        |                                                                                            | [ 35 ]               |
|             | 123 (Га)       | Павильон Путиловского завода |                           |                      |                                                                                            | [ 37 ]               |
|             | 124 (ДЕаб)     | Павильон трёх цементных заводов: для производства бетонных и других строительных работ и Московского Общества для производства цементных и других строительных работ | А. Э. Эрихсон             |                      | Железобетонный арочный мост, связывавший два павильона, экспонировался Обществом Юлия Гука | [ 35 ]               |
|             | 125 (Еа)       | Павильон Липгарда (декорация из глиняных труб) |                           |                      |                                                                                            | [ 37 ]               |
|             | 126 (Еа)       | Павильон Рудзского и К° (декорация из чугунных труб) |                           |                      |                                                                                            | [ 37 ]               |
|             | 127 (Гг)       | Кремационный клозет-генератор: для сжигания экскрементов по системе полковника Труханова                                                                             |                           |                      |                                                                                            | [ 37 ]               |
|             | 128 (Га)       | Павильон Товарищества картонно-тольного производства А. Науман и К°                                                                                                  |                           | К. К. Штраус         |                                                                                            | [ 35 ]               |
|             | 129 (Га)       | Павильон В. А. Парман и К° |                           |                      |                                                                                            | [ 37 ]               |
|             | 130 (Га)       | Павильон Бруно-Бендер |                           |                      |                                                                                            | [ 37 ]               |
|             | 131 (Да)       | Павильон Г. Руменап |                           |                      |                                                                                            | [ 37 ]               |
|             | 132—134 (Га)   | Здания отдела морского и речного торгового судоходства | Л. Я. Урлауб              | Г. Я. Виклунд        |                                                                                            | [ 35 ]               |
|             | 135 (Га)       | Здание Казанского округа путей сообщения (павильон Волжско-Каспийского судоходства)                                                                                  | В. И. Шервуд              | В. И. Шервуд         |                                                                                            | [ 35 ] [ 40 ]        |
|             | 136 (Га)       | Павильон И. Г. Кебке (парусная мастерская) |                           |                      |                                                                                            | [ 37 ]               |
|             | 137 (Га)       | Шлюпочная мастерская Эша |                           |                      |                                                                                            | [ 37 ]               |
|             | не отмечен     | Отдел железных дорог (станция электрической сигнализации) | В. И. Шервуд              |                      |                                                                                            | [ 40 ]               |

### Здания огнестойких построек
| Изображение | Номер на плане | Наименование павильона/ постройки     | Автор проекта            | Архитектор-строитель        | Примечание                                 | Источники     |
| ----------- | -------------- | ------------------------------------- | ------------------------ | --------------------------- | ------------------------------------------ | ------------- |
|             | 138 (Вг)       | Крестьянский двор для средней России  | И. И. Щербина-Краморенко | В. А. Шрётер, В. В. Воейков |                                            | [ 41 ] [ 42 ] |
|             | 139 (Вг)       | Крестьянский двор для северной России | И. И. Щербина-Краморенко | В. А. Шрётер, В. В. Воейков |                                            | [ 41 ] [ 42 ] |
|             | 140 (Вг)       | Черепичный завод                      | И. И. Щербина-Краморенко | В. А. Шрётер, В. В. Воейков |                                            | [ 41 ] [ 42 ] |
|             | 141 (Вг)       | Школа на 40 человек                   | И. И. Щербина-Краморенко | В. А. Шрётер, В. В. Воейков |                                            | [ 41 ] [ 42 ] |
|             | 142 (Ввг)      | Дом народных увеселений               | И. И. Щербина-Краморенко | В. А. Шрётер, В. В. Воейков |                                            | [ 41 ] [ 42 ] |
|             | 143 (Вв)       | Приёмный покой (амбулатория)          | И. И. Щербина-Краморенко | В. А. Шрётер, В. В. Воейков |                                            | [ 41 ] [ 42 ] |
|             | 144 (Вв)       | Сельский дом                          | И. И. Щербина-Краморенко | В. А. Шрётер, В. В. Воейков |                                            | [ 41 ] [ 42 ] |
|             | 145 (вв)       | Крестьянский дом для западной России  | И. И. Щербина-Краморенко | В. А. Шрётер, В. В. Воейков |                                            | [ 41 ]        |
|             | 146 (вв)       | Рига по новгородскому способу         | И. И. Щербина-Краморенко | В. А. Шрётер, В. В. Воейков |                                            | [ 41 ] [ 42 ] |
|             | 147 (Бв)       | Овин по вятскому способу              | И. И. Щербина-Краморенко | В. А. Шрётер, В. В. Воейков |                                            | [ 41 ] [ 42 ] |
|             | 148 (Вв)       | Крестьянский малороссийский дом       | И. И. Щербина-Краморенко | В. А. Шрётер, В. В. Воейков |                                            | [ 41 ] [ 42 ] |
|             | 149 (Вв)       | Дом для рабочих                       | И. И. Щербина-Краморенко | В. А. Шрётер, В. В. Воейков |                                            | [ 41 ] [ 42 ] |
|             | 150 (Гг)       | Частный павильон огнестойких построек |                          |                             |                                            | [ 41 ]        |
|             | не отмечен     | Сарай для декораций                   | И. И. Щербина-Краморенко | В. А. Шрётер, В. В. Воейков | Размещался позади дома народных увеселений | [ 41 ] [ 43 ] |

## XVIII. Художественный отдел
| Изображение | Номер на плане | Наименование павильона/ постройки    | Автор проекта    | Архитектор-строитель | Примечание | Источники     |
| ----------- | -------------- | ------------------------------------ | ---------------- | -------------------- | --- | ------------- |
|             | 151 (Жв)       | Здание отдела                        | А. Н. Померанцев | Э. Ф. Виррих         | После закрытия выставки павильон пустовал два года, после чего его конструкции по частям перевезли в Санкт-Петербург и использовали для строительства Народного дома Николая II | [ 44 ] [ 45 ] |
|             | 152 (Жв)       | Павильон профессора К. Е. Маковского | Р. Мельцер       | Р. Мельцер           | | [ 44 ]        |

## XIX. Народное образование, охранение народного здоровья, благотворительность, подача помощи страждущим и спасение на водах
| Изображение | Номер на плане | Наименование павильона/ постройки                                        | Автор проекта        | Архитектор-строитель | Примечание | Источники     |
| ----------- | -------------- | ------------------------------------------------------------------------ | -------------------- | -------------------- | --- | ------------- |
|             | 153 (ДЕг)      | Павильон научно-учебного отдела                                          | А. Н. Векшинский     | П. П. Кондратьев     | | [ 44 ]        |
|             | 154 (Ег)       | Павильон общества Красного Креста                                        |                      |                      | | [ 41 ]        |
|             | 155 (Ег)       | Павильон воскресных школ                                                 | П. И. Петровский     | П. И. Петровский     | | [ 41 ] [ 44 ] |
|             | 156 (Дг)       | Церковь-школа Святейшего синода                                          | М. Т. Преображенский | Н. Г. Лазарев        | | [ 44 ]        |
|             | 157 (Дг)       | Павильон Ведомства учреждений Императрицы Марии                          | П. А. Григорьев      | П. И. Петровский     | | [ 44 ]        |
|             | 158 (Да)       | Здание спасательной станции                                              | Н. М. Проскурнин     | Х. К. Васильев       | | [ 44 ]        |
|             | 159 (Га)       | Пристань при спасательной станции                                        |                      |                      | | [ 41 ]        |
|             | 160 (Дв)       | Школа мукомолов при товариществе А. Эрлангер и К°                        |                      |                      | | [ 41 ]        |
|             | 161 (Дв)       | Павильон страхового общества «Россия»                                    | Н. М. Проскурнин     | Н. М. Проскурнин     | | [ 44 ]        |
|             | 162 (Гг)       | Павильон Общества распространения просвещения между евреями              | П. П. Бук            | П. П. Бук            | | [ 41 ] [ 46 ] |
|             | 163 (Гв)       | Павильон Л. Ю. Ягна (учебно-ремесленная мастерская)                      |                      |                      | | [ 41 ]        |
|             | 163 bis (ГДг)  | Образцовое кумысо-лечебное заведение доктора Д. Каррика                  |                      |                      | После завершения выставки павильон выкупил завод «Красное Сормово», приспособив его под арматурный цех                                               | [ 47 ] [ 34 ] |
|             | 164 (Жв)       | Метеорологическая обсерватория                                           | Н. М. Проскурнин     | П. П. Кондратьев     | | [ 48 ]        |
|             | 164 bis (ДЕг)  | Павильоны Общества охранения народного здравия                           |                      |                      | Подотдел медицинских и гигиенических предметов размещался в четырёх павильонах, каждый из которых представлял собой отдельный тип больничного барака | [ 49 ]        |
|             | не отмечен     | Образцовое начальное сельское училище Министерства народного просвещения | И. И. Шапошников     |                      | | [ 50 ]        |

## XX. Крайний Север
| Изображение | Номер на плане | Наименование павильона/ постройки                                             | Автор проекта | Архитектор-строитель | Примечание | Источники |
| ----------- | -------------- | ----------------------------------------------------------------------------- | ------------- | -------------------- | ---------- | --------- |
|             | 165 (Жг)       | Павильон Крайнего Севера (Московско-Ярославско-Архангельской железной дороги) | К. А. Коровин |                      |            | [ 51 ]    |

## Здания и сооружения, не вошедшие в состав отделов
| Изображение | Номер на плане                            | Наименование павильона/ постройки                                               | Автор проекта    | Архитектор-строитель | Примечание | Источники     |
| ----------- | ----------------------------------------- | ------------------------------------------------------------------------------- | ---------------- | -------------------- | --- | ------------- |
|             | I (Ев)                                    | Императорский павильон                                                          | А. Н. Померанцев | Э. Ф. Виррих         | | [ 52 ]        |
|             | II (Заб)                                  | 2-е здание администрации                                                        | А. В. Подлевский | А. В. Подлевский     | | [ 52 ]        |
|             | III (Зб)                                  | 1-е здание администрации                                                        | А. Н. Померанцев | Г. Я. Виклунд        | | [ 52 ]        |
|             | подписан, без номера                      | Главный вход                                                                    | В. П. Цейдлер    |                      | Ворота главного входа выполнены мастером Виноградовым | [ 52 ]        |
|             | подписаны как «главный вход»              | Павильоны главного входа                                                        | В. П. Цейдлер    |                      | | [ 52 ]        |
|             | не отмечена                               | Колоннада у пруда                                                               | В. П. Цейдлер    | Л. Я. Урлауб         | | [ 52 ]        |
|             | не отмечен                                | Обелиск у главного входа                                                        | В. П. Цейдлер    | В. П. Цейдлер        | | [ 52 ]        |
|             | 166 (Жг)                                  | Павильон Главного Управления уделов                                             | В. А. Шрётер     | В. В. Воейков        | | [ 48 ]        |
|             | не отмечен                                | Навес-колоннада в саду Главного Управления уделов                               |                  |                      | | [ 53 ]        |
|             | не отмечен                                | Обелиск в саду Главного Управления уделов                                       | В. А. Шрётер     |                      | | [ 48 ]        |
|             | не отмечен                                | Деревянный мостик на пруду Главного Управления уделов                           | В. А. Шрётер     |                      | | [ 48 ]        |
|             | не отмечен                                | Деревянный мостик декорированный под каменный в саду Главного Управления уделов | В. А. Шрётер     |                      | | [ 48 ]        |
|             | 167 (ГДбв)                                | Павильон города Москвы                                                          | Д. П. Сухов      | Д. П. Сухов          | | [ 48 ]        |
|             | 168 (Еа)                                  | Павильон Испытательной станции                                                  | В. П. Цейдлер    |                      | | [ 41 ] [ 11 ] |
|             | не отмечен                                | Павильон М. А. Врубеля                                                          |                  |                      | Павильон построен накануне выставки, после конфликта Саввы Мамонтова и Академии художеств, отказавшей в размещении панно Михаила Врубеля в художественном отделе. Мамонтов выкупил часть земли у входа на Выставку и за свой счёт построил павильон, в котором экспонировались работы художника | [ 54 ]        |
|             | подписана как «Станция Нижний — Выставка» | Станция железной дороги                                                         |                  |                      | |               |
|             | не отмечен                                | Киоск журнала «Будильник»                                                       |                  |                      | |               |
|             | не отмечен                                | Киоск журнала «Нижегородского листка»                                           |                  |                      | |               |

## Развлечения
| Изображение | Номер на плане | Наименование павильона/ постройки               | Автор проекта   | Архитектор-строитель | Примечание | Источники     |
| ----------- | -------------- | ----------------------------------------------- | --------------- | -------------------- | ---------- | ------------- |
|             | 169 (Еб)       | Зал для собраний                                | Л. Н. Бенуа     | П. П. Кондратьев     |            | [ 55 ] [ 48 ] |
|             | 170 (ДЕбв)     | Музыкальный павильон                            | В. П. Цейдлер   | Ф. О. Станек         |            | [ 55 ] [ 48 ] |
|             | 171 (Зг)       | Здание панорамы профессора Рубо (Штурм Ахульго) | А. И. фон Гоген | В. И. Шене           |            | [ 55 ] [ 48 ] |
|             | 172 (ЖЗг)      | Павильон А. И. Излера (тир)                     |                 |                      |            | [ 55 ]        |
|             | не отмечен     | Павильон кинетофонов                            |                 |                      |            |               |

## Рестораны
| Изображение | Номер на плане | Наименование павильона/ постройки         | Автор проекта    | Архитектор-строитель | Примечание | Источники     |
| ----------- | -------------- | ----------------------------------------- | ---------------- | -------------------- | ---------- | ------------- |
|             | 173 (Жг)       | Ресторан московского товарищества Эрмитаж | Н. М. Проскурнин |                      |            | [ 55 ] [ 56 ] |
|             | 174 (Еа)       | Ресторан Александрова и Ломача            |                  |                      |            | [ 55 ]        |
|             | 175 (Гг)       | Ресторан пивоваренного завода «Бавария»   |                  |                      |            | [ 55 ] [ 48 ] |

## Буфеты, молоко, пиво, воды
| Изображение | Номер на плане     | Наименование павильона/ постройки                                             | Автор проекта | Архитектор-строитель | Примечание | Источники     |
| ----------- | ------------------ | ----------------------------------------------------------------------------- | ------------- | -------------------- | ---------- | ------------- |
|             | 176 (Еб), 177 (Дг) | Киоски для продажи молока                                                     |               |                      |            | [ 55 ]        |
|             | 178 (Дв)           | Буфет Жигулёвского товарищества пиво-медоваренного завода                     | А. И. Ширшов  | А. И. Ширшов         |            | [ 55 ] [ 57 ] |
|             | 178 bis (Жб)       | Буфет Жигулёвского товарищества пиво-медоваренного завода                     | А. И. Ширшов  | А. И. Ширшов         |            | [ 55 ] [ 57 ] |
|             | 179 (Еа)           | Буфет санкт-петербургского общества пиво-медоваренного завода «Новая Бавария» |               |                      |            | [ 55 ]        |
|             | 180 (Да)           | Буфет пивоваренного завода «Бавария»                                          |               |                      |            | [ 55 ]        |
|             | 181 (Дб)           | Павильон пивоваренного завода «Бавария»                                       |               |                      |            | [ 55 ]        |
|             | 182 (Гв)           | Буфет пивоваренного завода «Бавария»                                          |               |                      |            | [ 55 ]        |
|             | 183 (Гб)           | Буфет Калинкинского пиво-медоваренного товарищества                           | Е. Р. Бах     | Д. А. Крыжановский   |            | [ 55 ] [ 58 ] |
|             | 184 (Еб)           | Павильон В. И. Заусайловой (шипучие воды)                                     |               |                      |            | [ 55 ]        |
|             | 185 (Ев)           | Павильон Н. П. Ланина (шипучие воды)                                          |               |                      |            | [ 55 ]        |
|             | 186 (Дв)           | Павильон В. Е. Зверевой (воды)                                                |               |                      |            | [ 55 ]        |
|             | 187 (Ев)           | Павильон фирмы И. И. Квирина (минеральные и фруктовые воды)                   |               |                      |            | [ 55 ]        |
|             | 188 (Дб)           | Павильон И. А. Прядилова (воды)                                               |               |                      |            | [ 55 ]        |
|             | 189 (Гв)           | Павильон Р. Р. Липкина (продажа вод)                                          |               |                      |            | [ 55 ]        |
|             | 190 (Дв)           | Павильон Т. М. Васильева (квас, воды и прочее)                                |               |                      |            | [ 55 ]        |
|             | 191 (Гв)           | Павильон заведения искусственных минеральных вод Литвина                      |               |                      |            | [ 55 ]        |

## Служебные здания
| Изображение | Обозначение на плане | Наименование павильона/ постройки                                                             | Автор проекта | Архитектор-строитель | Примечание | Источники     |
| ----------- | -------------------- | --------------------------------------------------------------------------------------------- | ------------- | -------------------- | ---------- | ------------- |
|             | ОО                   | Павильоны-уборные (15 штук)                                                                   |               |                      |            | [ 55 ]        |
|             | а)                   | Бетонный забирной колодец водоснабжения                                                       |               |                      |            | [ 55 ]        |
|             | б)                   | Железный резервуар на 50 тыс. вёдер водоснабжения (экспонат котельного завода Альтфатер и К°) |               |                      |            | [ 55 ]        |
|             | в)                   | Напорный резервуар на 10 тыс. вёдер питьевой воды (Башня Шухова)                              | В. Г. Шухов   |                      |            | [ 55 ] [ 18 ] |
|             | г)                   | Сарай для экипажей                                                                            |               |                      |            | [ 55 ]        |
|             | д)                   | Сараи для фуража и сена                                                                       |               |                      |            | [ 55 ]        |
|             | е)                   | Сараи для пустых ящиков                                                                       |               |                      |            | [ 55 ]        |
|             | ж)                   | Бараки для рабочих                                                                            |               |                      |            | [ 55 ]        |
|             | з)                   | Столовая при бараках                                                                          |               |                      |            | [ 55 ]        |
|             | и)                   | Здание 1-го пожарного депо                                                                    |               |                      |            | [ 55 ]        |
|             | к)                   | Здание 2-го пожарного депо                                                                    |               |                      |            | [ 55 ]        |